# Jack Teixeira
Jack Douglas Teixeira (* Dezember 2001) ist ein ehemaliger US-amerikanischer Angehöriger der Air National Guard im Range eines Airman First Class. Im April 2023 wurde Teixeira beschuldigt, gegen das Spionagegesetz verstoßen zu haben, nachdem er Hunderte von geheimen US-Dokumenten (Pentagon-Leaks) in sozialen Medien veröffentlicht hatte. Im November 2024 wurde er zu 15 Jahren Haft verurteilt.

## Leben
Jack Teixeira wuchs in einer portugiesischstämmigen Familie mit Militärtradition auf. Sein Stiefvater und  ein Stiefbruder dienten im selben Stützpunkt wie er. Er besuchte die Dighton-Rehoboth Regional High School. In der Schulzeit wurde er von Mitschülern als still wahrgenommen, mit einem Interesse an Waffen und dem Militär. Er plante nach der Schulzeit den Streitkräften beizutreten, statt zu studieren. Er war an der High School zeitweilig vom Unterricht freigestellt worden, nach Bemerkungen zu Waffen in Schulen, Molotowcocktails und rassistischen Bedrohungen.
Teixeira arbeitete als Angehöriger der Massachusetts Air National Guard. Er war als IT-Instandhalter angestellt.
Ab Mai 2022 gehörte er der 102nd Intelligence Wing der Nationalgarde an und war in der Otis Air National Guard Base auf Cape Cod stationiert.
Privat engagierte Teixeira sich in Chatgruppen auf Discord, ein soziales Netzwerk für Gamer, in denen er klassifizierte Informationen und Dokumente mit Chatteilnehmern geteilt haben soll.
Teixeira begann möglicherweise schon ab Februar 2022, am zweiten Tag nach dem russischen Einmarsch, Informationen zum russisch-ukrainischen Krieg weiterzugeben. Später teilte er abgeschriebene Absätze klassifizierter Dokumente, etwa ab Januar 2023 auch abfotografierte klassifizierte Unterlagen; die später im Internet verbreiteten Dokumente wurden ab spätestens Februar 2023 eingestellt und von Chatteilnehmern im Internet verbreitet. Die Dokumente wurden laut Chatgesprächspartnern als Beiträge zu Diskussionen zu Geopolitik und zu historischen und gegenwärtigen Kriegen geteilt. Die Gruppenmitglieder waren ansonsten an orthodoxem Katholizismus, Waffen und dem Teilen rassistischer und provozierender Memes interessiert. Laut Gerichtsdokumenten soll eine der Discord-Gruppen auch nicht-amerikanische Personen umfasst haben. In mindestens einem Fall soll Teixeira mit einem der ausländischen Teilnehmer über dessen Wohnort im Ausland kommuniziert haben.

## Strafverfahren
Am 13. April 2023 wurde Jack Teixeira in seinem Wohnort North Dighton vom FBI verhaftet. Am folgenden Tag wurde er einem Richter in Boston vorgeführt. Jack Teixeira wurde belehrt, er habe unrechtmäßig Informationen zur Landesverteidigung unterschlagen und übermittelt sowie klassifizierte Regierungsdokumente unterschlagen und entfernt. Ihm wurde ein Pflichtverteidiger zur Seite gestellt.
Die Anklage beantragte in einer Anhörung am 27. April 2023 ihn in Haft zu belassen, da Fluchtgefahr bestehe. Am 15. Juni 2023 ließ eine Grand Jury die Anklage gegen Teixeira in sechs Anklagepunkten zu. Bei einer folgenden Anhörung am 21. Juni 2023 bekannte sich der Angeklagte in allen sechs Anklagepunkten für „nicht schuldig“.
Im August 2023 beantragte die Strafverteidigung, unter Bezugnahme auf das Strafverfahren gegen Donald Trump wegen des unrechtmäßigen Besitzes klassifizierter Unterlagen, Teixeira bis zur Hauptverhandlung auf freien Fuß zu setzen. Im März 2024 bekannte sich Teixeira entgegen seiner früheren Aussage für schuldig. Mit dem Schuldeingeständnis war er auf eine Strafmaß-Vereinbarung mit der Staatsanwaltschaft eingegangen, die noch eine Haftstrafe von 11 bis 16 Jahren vorsah. Am 12. November 2024 wurde die Strafe auf eine Freiheitsstrafe von fünfzehn Jahren festgesetzt.
Jack Teixeira bekannte sich im März 2025 in einem separaten Verfahren vor einem Militärgericht im Rahmen einer Verständigung im Strafverfahren wegen Behinderung der Justiz (obstruction of justice) für schuldig. Im Gegenzug wurde er unehrenhaft entlassen. Teixeira stellten sich dabei als stolzen Patrioten dar, der Opfer einer politisch instrumentalisierten Strafjustiz sei. Er rief Präsident Donald Trump und FBI-Direktor Kash Patel zum Strafnachlass auf.

## Politische Reaktionen
Eine Vielzahl von US-Politikern, darunter der demokratische Senator Jack Reed, der republikanische Kongressabgeordnete Mike Garcia und die demokratische Abgeordnete Abigail Spanberger forderten die Bestrafung Teixeiras.
Die republikanische Kongressabgeordnete Marjorie Taylor Greene verteidigte Jack Teixeira; Teixeira werde von der Regierung nur deshalb verfolgt, weil er „weiß, männlich, christlich und gegen Krieg“ sei, weshalb er ein Feind der Regierung unter Joe Biden sein müsse, die Krieg in der Ukraine führe.
Der Fox-Fernsehmoderator Tucker Carlson behauptete, dass Teixeira nur bestraft werden würde, weil er die Wahrheit öffentlich gemacht habe.
Laut Carlson behandeln die Medien Teixeira möglicherweise schlechter als Osama bin Laden, weil er anscheinend ein Rassist sei. Donald Trump Jr. spekulierte, dass Teixeira für die Linke und Medien ein Held gewesen wäre, falls er die Regierung seines Vaters dafür entblößt hätte, einen illegalen Krieg in der Ukraine ohne Autorisierung zu führen.
Der republikanische Senator Lindsey Graham kritisierte die Verteidigung Teixeiras scharf und sagte, es könne keine Rechtfertigung dafür geben. Es sei ungeheuerlich, dass ein Mitglied des Kongresses behaupte, es sei in Ordnung, geheime Informationen preiszugeben, weil sie mit der Sache einverstanden sei. Dies bringe Amerika in ernsthafte Gefahr.
Das Pentagon verschärfte in der Folge Regelungen zur Aufbewahrung und zum Zugang zu klassifizierten Informationen. Eine von der amerikanischen Luftwaffe durchgeführte Untersuchung der Affäre führte zu Disziplinarmaßnahmen gegen fünfzehn auf dem Stützpunkt beschäftigten Personen. Diese hätten nicht die notwendigen Schritte unternommen, nachdem sie die Informationssammlung Teixeiras bemerkt hatten. Unter anderem wurden der Kommandeur des Standortes versetzt und der Kommandeur von Teixeiras Aufklärungseinheit diszipliniert.

## Dokumentationen
- Thomas Jennings, Annie Wong: The Discord Leaks (PBS 2023)[28]
- Thomas Jennings, Annie Wong: Pentagon-Leaks – Top Secret im Gamer-Forum. In: ZDFmediathek, 28. Juni 2024, 44 Min., abrufbar bis 25. Dezember 2024.